# Niedertopfstedt
Niedertopfstedt ist ein Ortsteil der Gemeinde Topfstedt im Kyffhäuserkreis in Thüringen.

## Lage
Das Umland von Niedertopfstedt befindet sich im Thüringer Hügelland am nördlichen Rand vom Thüringer Becken. Erfurt liegt 40 Kilometer südlich. Sondershausen ist nach 18 Kilometern auf der Bundesstraße 4 zu erreichen. Nieder- und Obertopfstedt liegen dicht beieinander in einer Feldmark geprägten Landschaft an der Kreisstraße 12 und Landesstraße 1041.

## Geschichte
Topfstedt (Ober-/Nieder-) wurden 882–842 erstmals urkundlich gemeinsam genannt. 1271 ist dann die urkundliche Ersterwähnung von Niedertopfstedt und von Obertopfstedt 1224 erfolgt. Beide Dörfer entwickelten sich gleichzeitig und wohl gemeinsam.
Die Kirche wurde 1796 gebaut.
Am 15. Oktober, einen Tag nach der Doppelschlacht bei Jena und Auerstedt, flüchteten die geschlagenen preußischen Truppen über Weißensee durch Topfstedt. Der preußische König flüchtete am 16. Oktober 1806 beschützt über Weißensee-Ottenhausen nach Niedertopfstedt. Die Rast im Rittergut Niedertopfstedt musste er fluchtartig abbrechen, weil französische Husaren im benachbarten Greußen einritten. Am gleichen Tag sammelten sich die Preußen, um zwischen Niedertopfstedt und Greußen die Flucht des Königs zu schützen. Das Rückzugsgefecht dauerte von 15.30 bis 19.30 Uhr.
Niedertopfstedt gehörte bis 1806 zum kursächsischen, von 1806 bis 1815 zum königlich-sächsischen Amt Weißensee. Durch die Beschlüsse des Wiener Kongresses kam er zu Preußen und wurde 1816 dem Kreis Weißensee im Regierungsbezirk Erfurt der Provinz Sachsen zugeteilt, zu dem er bis 1944 gehörte.
2010/11 baute man eine Biogasanlage im Ort und bestückte die Gebäude großflächig mit Solarpanelen.

## Persönlichkeiten
- Friedrich Karl Gustav Stieber (1801–1867), Jurist und Politiker
- Moritz Nobbe (1834–1910), Landwirt und Mitglied des Deutschen Reichstags